# Cravant (Loiret)
Cravant és un municipi francès, situat al departament del Loiret i a la regió de Centre – Vall del Loira. L'any 2007 tenia 921 habitants.

## Demografia

### Població
El 2007 la població de fet de Cravant era de 921 persones. Hi havia 358 famílies, de les quals 86 eren unipersonals (37 homes vivint sols i 49 dones vivint soles), 118 parelles sense fills, 134 parelles amb fills i 20 famílies monoparentals amb fills.
La població ha evolucionat segons el següent gràfic:
Habitants censats

### Habitatges
El 2007 hi havia 413 habitatges, 363 eren l'habitatge principal de la família, 26 eren segones residències i 24 estaven desocupats. 409 eren cases i 4 eren apartaments. Dels 363 habitatges principals, 320 estaven ocupats pels seus propietaris, 40 estaven llogats i ocupats pels llogaters i 3 estaven cedits a títol gratuït; 6 tenien una cambra, 17 en tenien dues, 62 en tenien tres, 92 en tenien quatre i 185 en tenien cinc o més. 285 habitatges disposaven pel capbaix d'una plaça de pàrquing. A 137 habitatges hi havia un automòbil i a 198 n'hi havia dos o més.

### Piràmide de població
La piràmide de població per edats i sexe el 2009 era:
| Homes | Edats   | Dones |
| ----- | ------- | ----- |
| 4     | 95 o +  | 0     |
| 0     | 90 a 94 | 4     |
| 4     | 85 a 89 | 0     |
| 4     | 80 a 84 | 8     |
| 28    | 75 a 79 | 24    |
| 8     | 70 a 74 | 12    |
| 36    | 65 a 69 | 28    |
| 16    | 60 a 64 | 36    |
| 36    | 55 a 59 | 24    |
| 28    | 50 a 54 | 28    |
| 28    | 45 a 49 | 32    |
| 28    | 40 a 44 | 4     |
| 52    | 35 a 39 | 32    |
| 40    | 30 a 34 | 24    |
| 8     | 25 a 29 | 32    |
| 24    | 20 a 24 | 20    |
| 12    | 15 a 19 | 28    |
| 28    | 10 a 14 | 24    |
| 36    | 5 a 9   | 36    |
| 16    | 0 a 4   | 20    |

## Economia
El 2007 la població en edat de treballar era de 551 persones, 423 eren actives i 128 eren inactives. De les 423 persones actives 395 estaven ocupades (223 homes i 172 dones) i 28 estaven aturades (10 homes i 18 dones). De les 128 persones inactives 58 estaven jubilades, 40 estaven estudiant i 30 estaven classificades com a «altres inactius».

### Ingressos
El 2009 a Cravant hi havia 376 unitats fiscals que integraven 969,5 persones, la mediana anual d'ingressos fiscals per persona era de 18.783 €.

### Activitats econòmiques
Dels 19 establiments que hi havia el 2007, 1 era d'una empresa extractiva, 1 d'una empresa de fabricació d'altres productes industrials, 7 d'empreses de construcció, 3 d'empreses de comerç i reparació d'automòbils, 1 d'una empresa de transport, 2 d'empreses d'hostatgeria i restauració, 1 d'una empresa financera, 1 d'una empresa immobiliària i 2 d'empreses de serveis.
Dels 10 establiments de servei als particulars que hi havia el 2009, 1 era un taller de reparació d'automòbils i de material agrícola, 3 fusteries, 2 lampisteries, 2 electricistes, 1 restaurant i 1 agència immobiliària.
L'únic establiment comercial que hi havia el 2009 era una botiga de menys de 120 m².
L'any 2000 a Cravant hi havia 31 explotacions agrícoles que ocupaven un total de 2.964 hectàrees.

## Equipaments sanitaris i escolars
El 2009 hi havia una escola elemental integrada dins d'un grup escolar amb les comunes properes formant una escola dispersa.

## Poblacions properes
El següent diagrama mostra les poblacions més properes.